# Sdílení pracovní plochy
Sdílení pracovní plochy (anglicky desktop sharing) je v informatice označení pro technologie a produkty, které umožňují vzdálený přístup a vzdálenou spolupráci na pracovní ploše počítače pomocí grafického emulátoru terminálu.

## Charakteristika
Nejčastější možnosti pro sdílení pracovní plochy je vzdálené přihlášení a spolupráce v reálném čase.

### Vzdálené přihlášení
Vzdálené přihlášení umožňuje uživatelům připojit se k pracovní ploše svého počítače, přestože se u něho fyzicky nenacházejí. Unixové systémy, které používají X Window System, mají schopnost vzdáleného přístupu zabudovanou. Systémy Windows od verze Windows 2000 používají pro vzdálený přístup protokol RDP (před tím Microsoft NetMeeting).
Open source nástroj Virtual Network Computing (VNC) poskytuje řešení vzdáleného přihlášení napříč platformami. Sdílení vzdálené plochy probíhá prostřednictvím společného modelu klient–server. VNC klient se připojuje ke vzdálenému počítači, na kterém je nainstalována serverové část VNC. V typické VNC relaci jsou všechny stisky kláves a kliknutí myši registrovány tak, jako kdyby klient skutečně pracoval na lokálním počítači.
Nedostatkem výše uvedených řešení je jejich neschopnost kontaktovat zvenčí počítače skryté za dynamickým NAT (tzv. maškaráda). Řada komerčních produktů řeší toto omezení pomocí tunelování provozu přes takzvané rendezvous servery.
Uživatelé Applu využívají Apple Remote Desktop (ARD).

### Spolupráce v reálném čase
Mnohem větší prostor na poli sdílení plochy zaujímá spolupráce v reálném čase. V současnosti se stala významnou součástí multimediálních komunikací. Ve spojení s ostatními složkami multimediální komunikace (audio, video) vytváří sdílení pracovní plochy dojem virtuálního prostoru určeného k setkávání a spolupráci. Tato oblast je také označována jako webináře.

## Srovnání softwaru sdílení pracovní plochy
| Aplikace/nástroj      | Cena                                                                        | Sdílení obrazovky | Vzdálený přístup | Instantní zasílání zpráv | Nástroje sdílení | Video konference | Sdílení souborů | Podporované operační systémy                                                                |
| --------------------- | --------------------------------------------------------------------------- | ----------------- | ---------------- | ------------------------ | ---------------- | ---------------- | --------------- | ------------------------------------------------------------------------------------------- |
| BeAnywhere            | Zdarma dostupná profesionální verze                                         | Ano               | Ano              | Ano                      | Ano              | Ne               | Ano             | Windows, Java, Mac, Android                                                                 |
| Chrome Remote Desktop | Zdarma                                                                      | Ano               | Ano              | Ano                      | Ano              | Ano              | Ne              | Chrome OS, Linux (beta), OS X, iOS, Windows, Android                                        |
| Glance                | $49.95/měsíc, Zdarma zkušební verze                                         | Ano               | Ano              | Ano                      | Ano              | Ano              | Ne              | (No download) Windows, Mac, Linux, iPhone, Android                                          |
| GoToMyPC              | $19.95/měsíc                                                                | Ano               | Ano              |                          | Ano              |                  | Ano             | Windows, Mac                                                                                |
| HipChat               | $2/měsíc na uživatele                                                       | Ano               | Ne               | Ano                      |                  | Ano              | Ano             | Windows, Mac, Linux, iPhone/iPad, Android                                                   |
| IBM Lotus Sametime    | $338.00 ročně                                                               | Ano               | Ano              | Ano                      | Ano              | Ano              | Ano             | Windows, Linux, Mac                                                                         |
| LogMeIn               | zdarma zkušební verze, $49/rok umožňující kontrolu 2 PC                     | Ano               | Ano              | Ne                       | Ne               | Ne               | Ano             | Windows, Mac, iPhone, iPad, Android                                                         |
| Mikogo                | $19 – $25/měsíc, zdarma pro nekomerční účely                                | Ano               | Ano              | Ano                      | Ano              |                  | Ano             | Windows, Mac, iPhone, iPad, Android                                                         |
| Nefsis                | Zdarma                                                                      | Ano               | Ano              | Ano                      | Ano              | Ano              | Ano             | Windows                                                                                     |
| Netviewer             | $39.90/měsíc, zdarma pro nekomerční účely                                   | Ano               | Ano              | Ano                      | Ano              | Ano              | Ano             | Windows, Mac                                                                                |
| RealVNC               | Zdarma                                                                      | Ano               | Ano              | Ano                      | Ano              | Ne               | Ano             | Windows, Mac, Linux, Raspberry Pi, iOS, Android, Chrome OS, Solaris, HP-UX, AIX             |
| Skype                 | Zdarma od roku 2014                                                         | Ano               | Ano              | Ano                      | Ne               | Ano              | Ano             | Windows, Mac, (Linux – žádné sdílení jako klient nebo server)                               |
| Splashtop             | Zdarma zkušební verze, $16.99/rok pro zákazníky $60/rok pro firmy (až 5 PC) | Ano               | Ano              | Ne                       | Ano              | Ne               | Ano             | Windows, Mac, iPhone, iPad, Android, Linux, Chrome OS, Chrome browser, FireTV, FireTV stick |
| TeamViewer            | $749 – $2,690, zdarma pro nekomerční účely                                  | Ano               | Ano              | Ano                      | Ano              | Ano              | Ano             | Windows, Mac, Linux, iPhone, Android                                                        |
| Techinline            | $30/měsíc, $20/5 – sezónní balíček                                          | Ano               | Ano              | Ano                      | Ano              | Ne               | Ano             | Windows                                                                                     |
| WebEx                 | 45 centů/minutu pro jednoho uživatele                                       | Ano               | Ano              | Ano                      | Ano              | Ano              | Ano             | Windows, Linux, Mac, Unix, Solaris, iPhone                                                  |
| Yuuguu                | $19/měsíc                                                                   | Ano               | Ano              | Ano                      | Ano              |                  |                 | Windows, Linux, Mac                                                                         |